# Aleksandr Fëdorovič Kerenskij
Aleksandr Fëdorovič Kerenskij (IPA: [ɐlʲɪˈksandr ˈkʲerʲɪnskʲɪj]) (in russo: Алекса́ндр Фёдорович Ке́ренский; Simbirsk, 4 maggio 1881 – New York, 11 giugno 1970) è stato un politico russo, ideologicamente un narodnik, primo ministro della Repubblica Russa dopo la caduta dell'ultimo zar e immediatamente prima che i bolscevichi andassero al potere.
Di professione avvocato, svolse un ruolo di primo piano nel rovesciamento del regime zarista in Russia durante la Rivoluzione russa di febbraio del 1917. A capo del governo provvisorio fu in grado di sventare il colpo di Stato reazionario di Kornilov, ma non riuscì ad evitare la Rivoluzione d'ottobre, con cui i bolscevichi presero il potere. Dopo tale evento fuggì per sempre dalla Russia, senza mai più poterci tornare, e morì in esilio negli Stati Uniti nel 1970, 53 anni dopo la rivoluzione.

## Biografia

### Inizi
Aleksandr Kerenskij nacque a Simbirsk (l'odierna Ul'janovsk, la stessa città in cui nacque Lenin) nel 1881. Figlio di Fëdor Michajlovič Kerenskij (1838-1910), un alto funzionario del ministero della pubblica istruzione che nel 1887 fu promosso consigliere di Stato, si laureò in giurisprudenza all'università di Pietroburgo nel 1904: tra i suoi colleghi, sebbene in anni diversi, ci fu anche Vladimir Lenin, che sarebbe diventato un suo rivale politico qualche anno dopo. Nel 1887 si ammalò di tubercolosi e dovette trascorrere sei mesi lontano dai suoi coetanei. La malattia ne aumentò la asocialità e l'introspezione e lo introdusse alle opere di Lev Tolstoj, dove le descrizioni dei poveri e degli oppressi lasciarono il segno nella sua giovane mente.
Successivamente il padre fu promosso ispettore capo delle scuole del Turkestan russo e quindi tutta la famiglia si trasferì a Tashkent nel 1889. La città, di circa 150 000 abitanti, di cui un quarto russi, aveva ancora l'aria di una città di confine. Durante il soggiorno a Tashkent, la famiglia ricevette le visite del capitano Lavr Kornilov, di ritorno da una missione di ricognizione in Persia, e del funzionario finlandese Carl Mannerheim, reduce dall'Asia centrale. Dopo la laurea, avendo abbandonato il tradizionalismo della provincia per San Pietroburgo, Kerenskij decise di non cercare lavoro nella amministrazione imperiale, ma di andare a lavorare in una organizzazione privata che offriva assistenza legale.

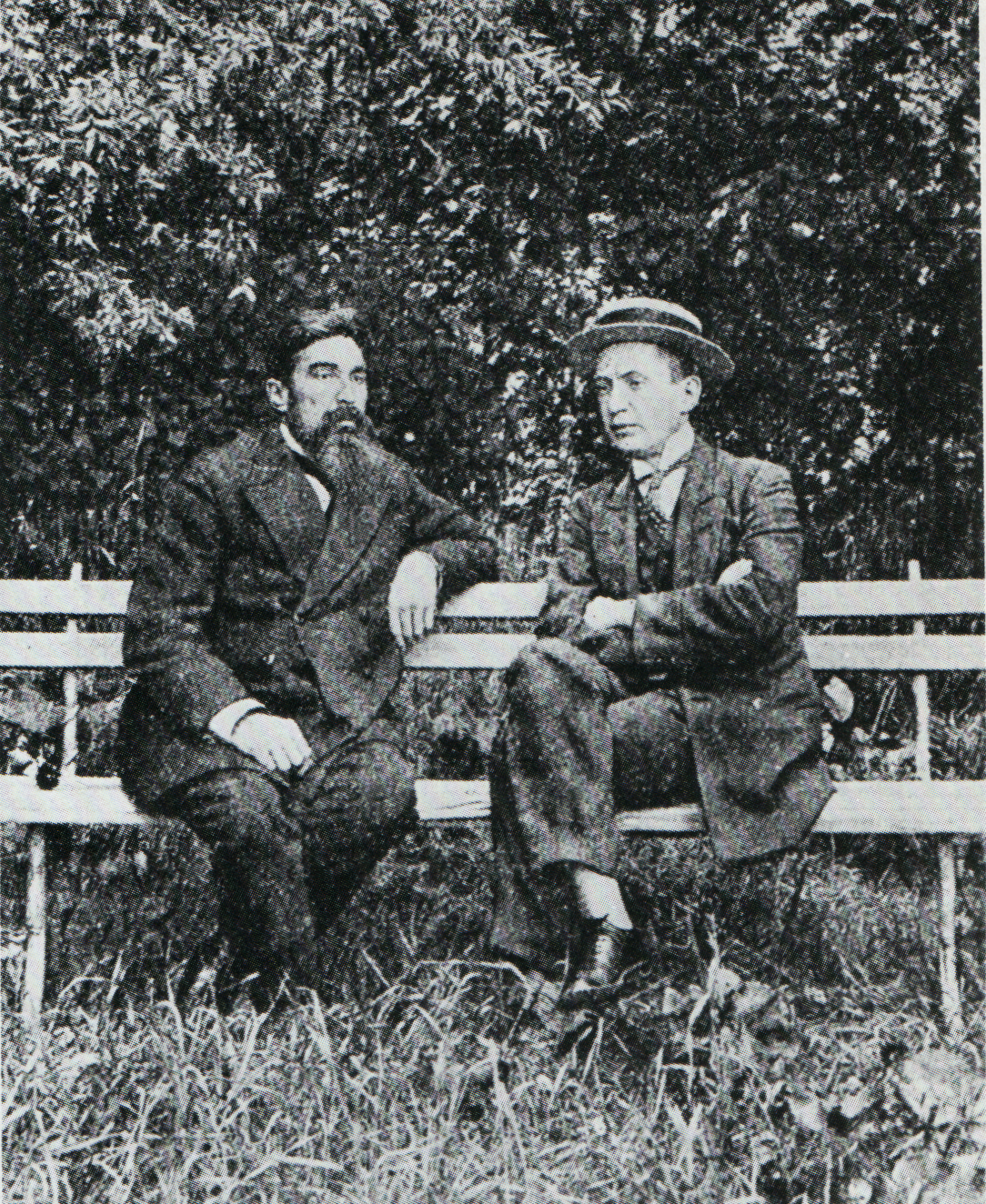
Kerenskij (a destra) insieme a un altro deputato trudovik nei giardini della Duma (1916)

Manifestò fin dal principio il proprio orientamento politico, con le sue frequenti difese dei moti rivoluzionari contro lo Zar. Nel 1905, dopo il massacro della "Domenica di Sangue", ruppe definitivamente con il regime autocratico, venne coinvolto in attività rivoluzionarie e fu arrestato dalle autorità. Il soggiorno in carcere formò ancora di più le sue idee politiche, intrise di populismo e nazionalismo. Dopo il suo rilascio nel 1906, decise di abbandonare le attività sovversive clandestine e di concentrarsi sull'opposizione legale al regime. Ricorse al suo innato talento per l'oratoria per trattare celebri casi di cronaca dell'epoca come il massacro della Lena, che dimostrò l'insensibilità delle autorità zariste e fece guadagnare a Kerenskij fama in tutto il paese.

### Prima guerra mondiale
Fu eletto alla Quarta Duma nel 1912 come membro dei trudoviki; nello stesso anno fu iniziato alla massoneria nella loggia Piccola orsa. Rimase in politica durante la prima guerra mondiale, rifiutandosi di votare a favore dei crediti di guerra, sostenuti dal governo, posizione supportata anche dai deputati socialdemocratici. Allo stesso tempo, però, mosso da patriottismo, si dichiarò per la difesa del territorio russo.
Nel 1915 riprese la sua opposizione al governo prima che le battute d'arresto militari rivelassero il fallimento del governo nella politica di guerra. Quell'anno la polizia segreta individuò in lui la figura rivoluzionaria più importante delle varie correnti rivoluzionarie contro l'autocrazia. Durante l'inverno e la primavera del 1916, un complicato intervento chirurgico che comportò l'asportazione di un rene allontanò Kerenskij dalla scena politica; tuttavia egli mantenne la sua influenza all'interno della Duma. Convinto dell'imminenza della rivoluzione, incitò i socialrivoluzionari a raddoppiare gli attacchi contro lo zar e la famiglia imperiale, incoraggiando nel contempo la Duma a guidare la lotta contro l'autocrazia. Inoltre, ebbe contatti con le organizzazioni dei lavoratori e con il presidio militare presenti nella capitale.

### Rivoluzione di febbraio
Allo scoppio della rivoluzione di febbraio Kerenskij era uno dei suoi leader più in vista. Durante le prime fasi della rivoluzione fu estremamente popolare presso le masse, guidò le truppe insorte alla Duma per cercare di coinvolgere questa alla rivolta, ordinò l'arresto del presidente del consiglio di Stato e fece assegnare alcune sale del Palazzo di Tauride al Soviet di Pietrogrado. Entrò a far parte del Comitato provvisorio costituito in seno alla Duma per ristabilire l'ordine pubblico nella Capitale e sviluppare i rapporti con le istituzioni. Il 27 febbraio fu eletto vicepresidente del Soviet di Pietrogrado su proposta dei rappresentanti del Partito Socialista Rivoluzionario.

### Governo provvisorio

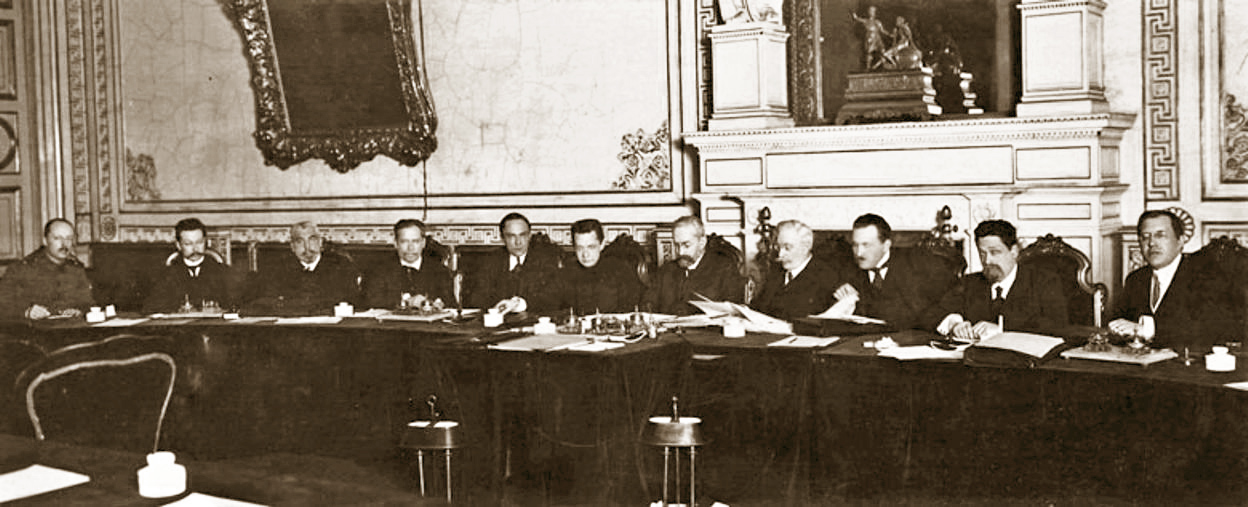
Il Governo provvisorio russo riunito nel marzo 1917 a palazzo Mariinskij

Quando il Governo provvisorio fu formato, Kerenskij fu nominato ministro della giustizia. Pur non essendo ufficialmente membro di quel partito, si autoattribuì l'etichetta di socialista rivoluzionario. Di fatto era il vero capo del governo, lasciando al principe Georgij Evgen'evič L'vov un ruolo di figurante.
Era convinto della necessità di collaborazione tra socialrivoluzionari e mescevichi da una parte e i partiti moderati (ottobristi e cadetti). Cercò di diventare una sorta di figura super partes, mantenendo una posizione intermedia tra i partiti socialisti e la borghesia. Per questo venne spesso accusato di bonapartismo dagli avversari. Le sue azioni come ministro, spesso prese senza coordinamento con il Soviet di Pietrogrado, a volte erano poco più che effetti drammatici. I menscevichi, che controllavano la maggioranza del Soviet, in pratica, non si fidavano affatto di Kerenskij. Grande oratore in grado di attrarre numerosi seguaci, era convinto che, una volta a capo del governo, i partiti borghesi e i socialisti si sarebbero riconciliati, riconoscendo in lui il "leader necessario" per liberare il paese dai suoi problemi.
Dopo la crisi di aprile che aveva portato alle dimissioni di Pavel Miljukov da ministro degli esteri e all'ingresso nel governo di ministri mescevichi, Kerenskij assunse il portafogli della guerra e della marina.

### Offensiva Kerenskij

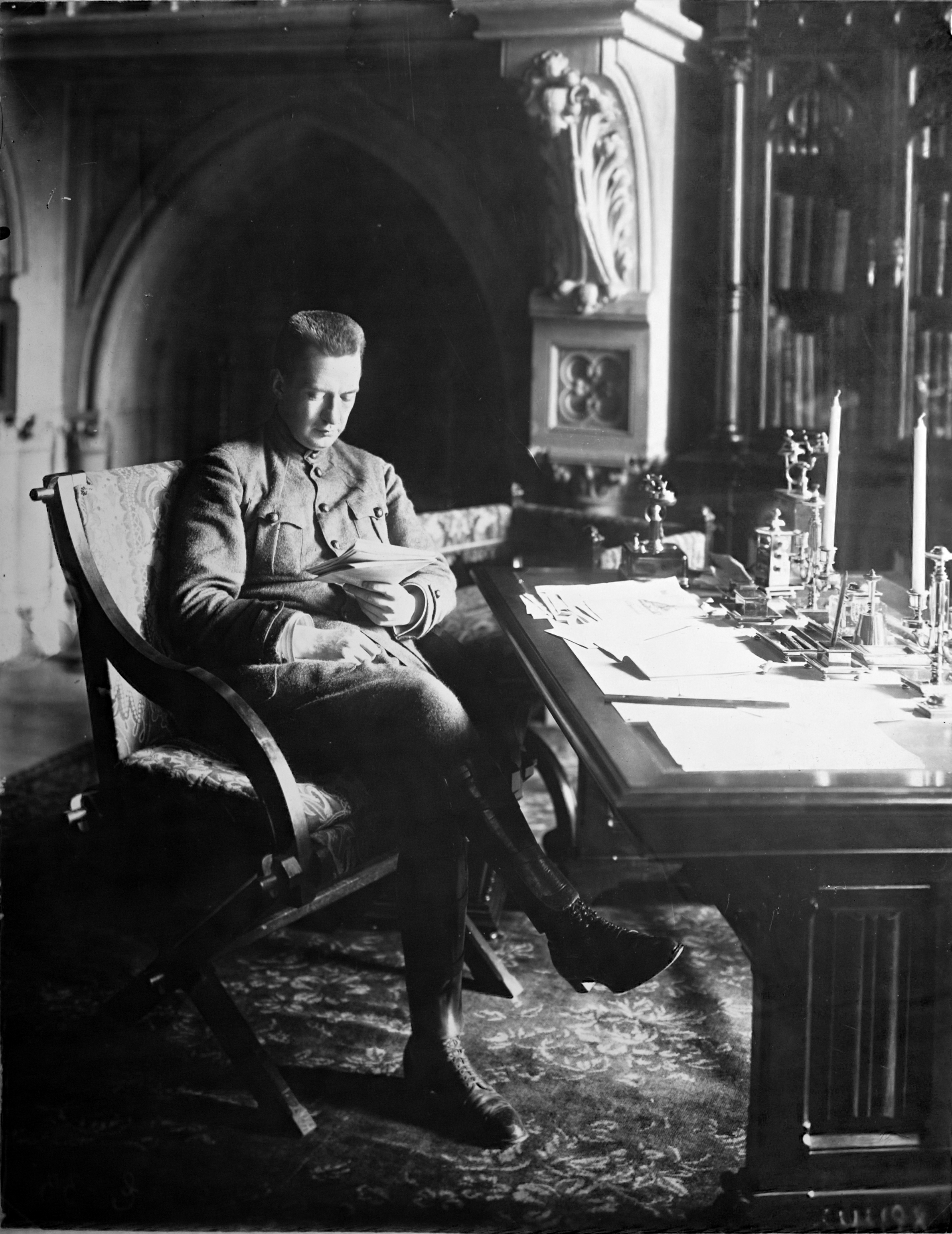
Aleksandr Fëdorovič Kerenskij nel 1917

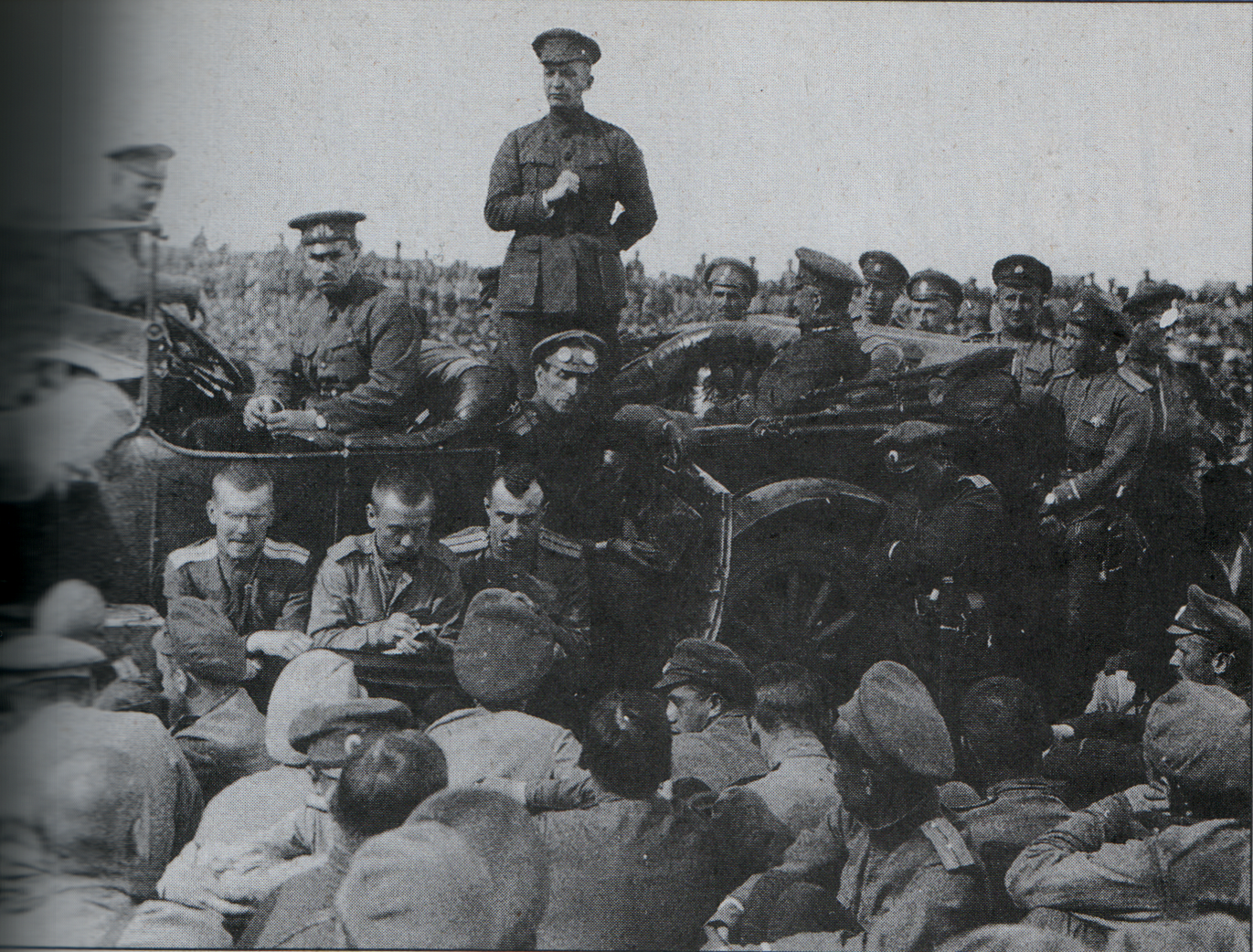
Kerenskij tiene un discorso ai soldati al fronte (maggio 1917)

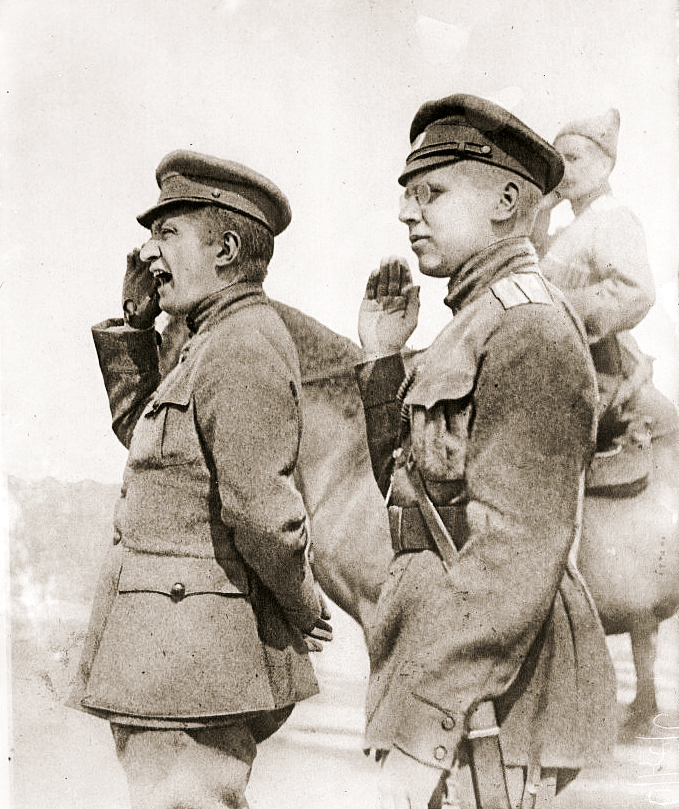
Kerenskij esorta le truppe come ministro della guerra del Governo provvisorio russo

Nel periodo nel quale ricoprì la carica di ministro della guerra del Governo provvisorio russo Aleksandr Kerenskij decise di mettere in atto una grossa offensiva militare che, secondo i suoi piani, avrebbe dovuto risollevare le sorti della Russia nella prima guerra mondiale. Tale offensiva fu guidata dal generale Brusilov. Iniziando il 1º luglio, le truppe russe attaccarono le forze tedesche ed austro-ungariche in Galizia, spingendole verso Leopoli. Le operazioni coinvolsero la 7ª, l'8ª e l'11ª Armata russa, che si contrapposero alla Südarmee austro-tedesca, alla 3ª ed alla 7ª Armata austro-ungarica.
La decisione di lanciare questa manovra militare non tenne conto del forte desiderio di pace che, a partire dalla rivoluzione di febbraio, si era man mano instillato nelle menti del popolo e, specialmente, in quelle dei soldati russi, le cui capacità e volontà di combattere stavano rapidamente scemando. Di conseguenza, l'offensiva si rivelò un fallimento su tutti i fronti, compromettendo ancor di più la situazione del paese. Dal 3 al 5 luglio si ebbe una sollevazione popolare che venne repressa e, a seguito di essa, i bolscevichi (ritenuti responsabili di aver fomentato le masse) furono messi fuorilegge, la sede della Pravda venne devastata e Lenin dovette continuare l'attività politica clandestinamente, rifugiandosi in un villaggio sperduto al confine con la Finlandia. Il governo provvisorio decise quindi di adottare misure speciali imposte dall'emergenza in essere, e il 12 luglio Kerenskij firmò un decreto che reintroduceva nell'esercito la pena di morte in tempo di guerra per reati gravi, abolita solo pochi mesi prima.
Il 24 luglio, a seguito del fallito colpo di Stato del generale Lavr Kornilov e delle dimissioni dei ministri appartenenti al partito dei cadetti, assunse in prima persona la guida del governo (del quale era già il capo di fatto). Anche questa volta si trattava di un governo di coalizione, con ministri cadetti, progressisti e provenienti dai partiti della sinistra moderata. Kerenskij aveva cercato di accordarsi con Kornilov, al fine di stendere un piano di riforma comune anti-bolscevica che avrebbe incluso la proclamazione di una dittatura militare. Solo quando si rese conto che un piano del genere avrebbe potuto influire sulla sua posizione di potere, decise di schierarsi dalla parte dei rivoluzionari.
Quindi, durante il tentativo di golpe di destra, Kerenskij si schierò, insieme ai bolscevichi, con la classe operaia di Pietrogrado. Più tardi, nel mese di ottobre, la maggior parte di questi lavoratori sarebbe confluita proprio tra le file dei bolscevichi. Lenin era determinato a rovesciare il governo Kerenskij prima che avesse la possibilità di legittimarsi dopo le elezioni previste dall'Assemblea Costituente, e i bolscevichi presero il potere in quella che divenne nota come la seconda rivoluzione o Rivoluzione d'ottobre.
Il 14 settembre si autonominò comandante in capo dell'esercito e proclamò la Repubblica russa, e il 24 formò un nuovo governo, composto da personalità di modesto spessore e destinato ad avere durata brevissima giacché il programma era di arrivare fino alle elezioni per l'Assemblea costituente previste in novembre. Impotente nel fermare la disgregazione delle forze armate e l'entità delle rivolte sul campo, fu costretto ad osservare i chiari preparativi dei bolscevichi per la presa del potere senza essere in grado di impedirla. Un ultimo disperato tentativo di neutralizzare Lenin e compagni fallì e durante la rivoluzione d'ottobre Kerenskij dovette forzatamente lasciare la capitale la notte del 6 novembre 1917.

### Rivoluzione di ottobre ed esilio
Quando i bolscevichi presero il potere il 7 novembre 1917 (25 ottobre 1917 seguendo il calendario giuliano), Kerenskij fuggì a Pskov e tentò di rovesciare il nuovo governo ad egemonia bolscevica: le truppe sotto il suo comando conquistarono Carskoe Selo il 28 ottobre, ma furono sconfitte il giorno successivo a Pulkovo. Dopo tale disfatta, il 13 novembre fu aiutato a fuggire dal palazzo di Carskoe Selo da Abraham Gotz e Nikolai Avksentiev, travestito da marinaio (sebbene lo storico sovietico Medvedev abbia scritto che Kerenskij fuggì "travestito da donna") e, dopo alcune settimane di latitanza, lasciò la Russia per la Francia.
Kerenskij era a Pietrogrado, quando venne convocata la prima ed unica sessione dell'Assemblea Costituente russa il 18 gennaio 1918. Egli chiese il permesso del Comitato Centrale del PSR, avendo intenzione di andare a consegnare il potere nelle mani dell'Assemblea, ma la commissione non diede alcuna risposta. Durante la guerra civile russa non sostenne nessuna delle due parti, opponendosi sia al regime bolscevico sia ai Bianchi.
Stabilitosi a Parigi, fu uno scrittore prolifico sul suo periodo rivoluzionario.

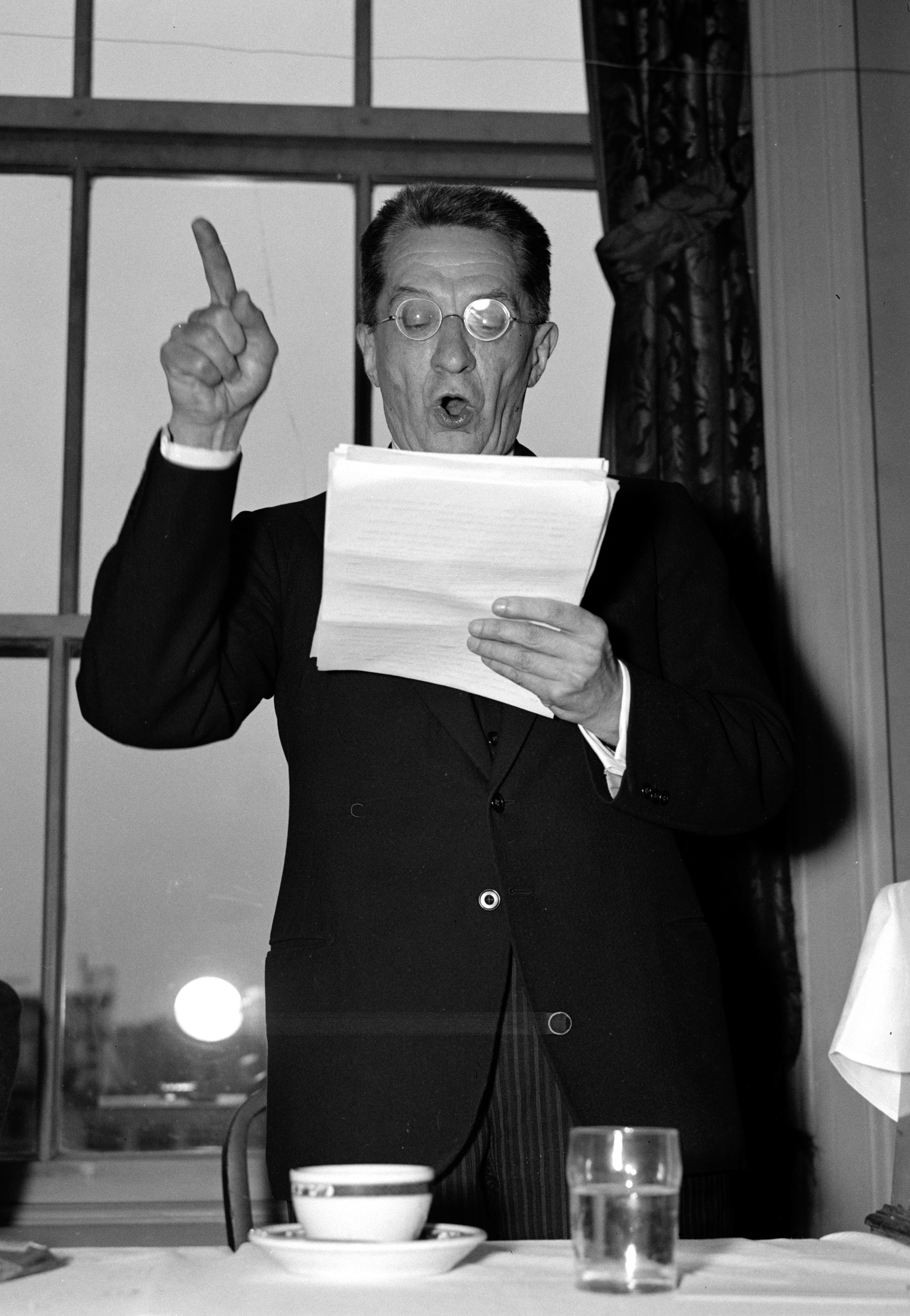
Kerenskij tiene un discorso dall'esilio a Washington nel 1938.

Nel 1940, dopo che la Germania hitleriana aveva occupato Parigi, si trasferì negli Stati Uniti d'America, dove visse fino alla sua morte, salvo un breve soggiorno a Brisbane, in Australia, dove conobbe colei che sarebbe diventata sua moglie, Lydia Tritton. Quando Hitler invase l'Unione Sovietica nel 1941, Kerenskij offrì il suo sostegno a Stalin, ma non ricevette riscontro. Tuttavia effettuò trasmissioni radio in russo, sostenendo lo sforzo bellico. Alla fine della seconda guerra mondiale Kerenskij fondò, insieme ad un gruppo di amici, un movimento politico-militare chiamato "Unione per la liberazione della Russia", che tuttavia fu costretto a sciogliere poco dopo in quanto riuscì ad attirare pochissimi militanti. Prima di trasferirsi stabilmente a New York, lavorò in molte università statunitensi, in particolare in California alla Stanford University, dove insegnò storia russa. Nel 1945 conobbe Ayn Rand.
Scrisse anche molte opere, tra cui Russia and History's Turning Point (1965). Kerenskij si spense a New York per ischemia miocardica al St. Luke's Hospital l'11 giugno del 1970, all'età di 89 anni. Era uno degli ultimi protagonisti delle vicende della Rivoluzione russa del 1917 ad essere ancora vivente. La Chiesa ortodossa statunitense rifiutò di accogliere le sue ceneri nei propri cimiteri, ritenendolo il politico maggiormente responsabile della vittoria dei bolscevichi; anche la Chiesa ortodossa serba (all'epoca collocata in Jugoslavia) non diede ospitalità alla sua tomba e pertanto Kerenskij fu seppellito a Londra, dove riposa tuttora accanto alla moglie, deceduta nel 1990.

## Rapporti con la famiglia imperiale
Kerenskij, repubblicano, mantenne un atteggiamento protettivo nei confronti della famiglia imperiale durante la rivoluzione che lo portò al potere, fatto che influì significativamente sulle accuse di inclinazione monarchica da parte dei membri di altri partiti politici. Dissuase il granduca Michele dall'accettare il trono prima della decisione della Costituente. Propose di mandare i membri della famiglia Romanov in esilio in Gran Bretagna, ma non ebbe l'appoggio del suo partito o del soviet e il governo abbandonò il progetto.
In questo preciso momento storico, ebbe l'opportunità di interagire a stretto contatto con lo zar Nicola II, che aveva abdicato, ed era imprigionato con la famiglia presso Carskoe Selo. Manifestò di apprezzare la famiglia Romanov e il monarca decaduto, cercando di mettere in atto segretamente per loro delle procedure di esilio all'estero tramite il Cancelliere del governo provvisorio, Pavel Miljukov, noto monarchico. Tali tentativi ebbero però esito negativo, visto che la seconda rivoluzione era in corso. Tuttavia, considerando che la famiglia imperiale rischiava di essere giustiziata, aver mandato lo zar in esilio a Tobolsk in Siberia secondo Kerenskij era un modo per tenere i Romanov lontano dai pericoli. Il membro direttivo del Soviet Jakov Michajlovič Sverdlov, saputolo, mise il proprio veto a Kerenskij, proibendo ogni ulteriore favoritismo allo zar.

## Vita privata
Kerenskij sposò Ol'ga L'vovna Baranovskaja e la coppia ebbe due figli, Oleg e Gleb, entrambi diventati ingegneri. Kerenskij ed Olga divorziarono nel 1939 e poco tempo dopo egli sposò in seconde nozze Lydia Ellen (Nell) Tritton (1899-1946). Era amico della scrittrice Ayn Rand, che lo ammirava molto, e della giornalista Dorothy Day: conobbe entrambe le donne nel 1945. Il nipote Oleg Jr. lo interpretò nel film Reds del 1981.
Kerenskij fece parte della Massoneria.